# Uriel Weinreich
Uriel Weinreich (jiddisch אוריאל ווײַנרײַך Uriel Wajnrajch [urˈiːəl ˈvaɪ̯nraɪ̯x], gemäß YIVO-Umschrift Uriel Vaynraykh) (geboren 23. Mai 1926 in Wilna, Polen; gestorben 30. März 1967 in New York) war ein US-amerikanischer Linguist.

## Leben
Uriel Weinreich war der Sohn des Linguisten Max Weinreich. Die Familie Weinreich emigrierte 1940 in die USA. Uriel Weinreich war seit 1951 an der Columbia University und wurde 1957 Dekan der linguistischen Fakultät. Forschungsgebiete von Weinreich waren das Jiddische und die Soziolinguistik.
Mit seiner Schrift Languages in Contact leistete er einen wichtigen Beitrag zur Sprachkontaktforschung. Dort entwickelte er die klassische Definition von Interferenz als Abweichung eines Sprechers von den Normen zweier Sprachen, die miteinander in Kontakt treten, also als ein Problem des Sprechenden. Mit seinem programmatischen Aufsatz Is a structural dialectology possible? von 1954 gilt Weinreich als einer der Wegbereiter des Strukturalismus in der Dialektologie. Und sein Jiddisch-Lehrbuch College Yiddish von 1949 und sein jiddisch-englisches / englisch-jiddisches Wörterbuch von 1968 (beide mit mehreren Neuauflagen) begleiteten unzählige Jiddischstudierende. Einer „jiddischistischen“ Familie angehörend, verfasste er überdies zusammen mit seiner Frau, der Volkskundlerin Beatrice Weinreich, das ebenfalls mehrfach aufgelegte Büchlein Say It in Yiddish, ein Sprachführer für Reisende.
Uriel Weinreich war der Initiator des LCAAJ-Projektes (Language and Culture Archive of Ashkenazic Jewry), das er von 1959 bis zu seinem Tode (mit 40 Jahren an Krebs gestorben) leitete. Es wurde von Marvin Herzog fortgeführt. Das LCAAJ ist eine außerordentliche Ressource für die Erforschung des Jiddischen und der Kultur des aschkenasischen Judentums. Es besteht aus 5755 Stunden Tonbandaufzeichnungen von Interviews mit Jiddisch sprechenden Informanten, die zwischen 1959 und 1972 aufgezeichnet wurden, sowie ca. 100.000 Seiten Niederschriften des Sprachmaterials.

## Schriften
- Uriel Weinreich: Languages in contact. French, German and Romansh in twentieth-century Switzerland. With an introduction and notes by Ronald I. Kim and William Labov. Amsterdam/Philadelphia: John Benjamins Publishing Company, 2011, ISBN 978-90-272-1187-3 (Neuausgabe der Dissertation von 1951).
- Uriel Weinreich: Languages in contact. Findings and problems. New York: Publications of the Linguistic Circle of New York 1, 1953; Den Haag: Mouton, 1963. – Deutsch: Sprachen in Kontakt. Ergebnisse und Probleme der Zweisprachigkeitsforschung. Mit einem Nachwort von A. de Vincenz. München 1976 (Beck’sche Elementarbücher), ISBN 3-406-06462-0.
- Uriel und Beatrice Weinreich: Say It in Yiddish. A Phrase Book for Travelers. New York 1958.
- Uriel Weinreich: Modern english-yidish yidish-english verterbukh. Modern English-Yiddish Yiddish-English Dictionary. New York: Schocken (new paperback edition 1987), ISBN 0-8052-0575-6 (1. Auflage 1968).
- Uriel Weinreich: College Yiddish. An Introduction to the Yiddish Language and to Jewish Life and Culture. New York: YIVO, 6th edition 1999, ISBN 0-914512-26-9 (1. Auflage 1949).